# Simone Daprà
Simone Daprà (* 19. Juni 1997) ist ein italienischer Skilangläufer.

## Werdegang
Daprà, der für den G.S. Fiamme Oro Moena startet, nahm von 2013 bis 2017 an U18 und U20-Rennen im Alpencup teil. Dabei belegte er in der Saison 2016/17 den dritten Rang in der U20 Gesamtwertung. Bei den Nordischen Junioren-Skiweltmeisterschaften 2016 in Râșnov errang er den 47. Platz über 15 km Freistil. Seine besten Platzierungen bei den Nordischen Junioren-Skiweltmeisterschaften 2017 in Soldier Hollow waren der siebte Platz mit der Staffel und der fünfte Rang im Skiathlon. Zu Beginn der Saison 2017/18 startete er in Prémanon erstmals im Alpencup und errang dabei den 23. Platz über 15 km klassisch. Im weiteren Saisonverlauf kam er fünfmal unter den ersten Zehn, darunter Platz drei in der Verfolgung in Baqueira-Beret und erreichte damit den siebten Platz in der Gesamtwertung des Alpencups. Bei den U23-Weltmeisterschaften 2018 in Goms lief er auf den 15. Platz über 15 km klassisch und auf den 12. Rang im Skiathlon. In der Saison 2018/19 erreichte er mit sechs Top-Zehn-Platzierungen, darunter Platz drei im 30-km-Massenstartrennen in Nové Město und Rang zwei in der Verfolgung in Oberwiesenthal, den dritten Platz in der Gesamtwertung des Alpencups. Sein Debüt im Weltcup hatte er im Dezember 2018 in Toblach, das er auf dem 96. Platz im Sprint und auf dem 66. Rang über 15 km Freistil beendete. Bei den U23-Weltmeisterschaften 2019 in Lahti belegte er den 12. Platz über 15 km Freistil und den siebten Rang im 30-km-Massenstartrennen und bei den Nordischen Skiweltmeisterschaften 2019 in Seefeld in Tirol den 37. Platz im Skiathlon. In der Saison 2019/20 gewann er den Pustertaler Ski-Marathon über 42 km klassisch und errang beim Alpencup in Pragelato den zweiten Platz im 30-km-Massenstartrennen. Im Februar 2020 holte er in Trondheim bei der Ski Tour, die er auf dem 35. Platz beendete mit dem 20. Platz bei der Abschlussetappe seine ersten Weltcuppunkte. Bei den U23-Weltmeisterschaften 2020 in Oberwiesenthal holte er die Bronzemedaille mit der Staffel. Zudem wurde er Zehnter über 15 km klassisch und Fünfter im 30-km-Massenstartrennen. Im folgenden Jahr errang er bei den Nordischen Skiweltmeisterschaften in Oberstdorf den 33. Platz im Skiathlon.

## Erfolge

### Weltcupsiege im Team
| Nr. | Datum           | Ort     | Disziplin            |
| --- | --------------- | ------- | -------------------- |
| 1.  | 5. Februar 2023 | Toblach | 4 × 7,5 km Staffel 1 |

### Siege bei Continental-Cup-Rennen
| Nr. | Datum          | Ort        | Disziplin                   | Serie    |
| --- | -------------- | ---------- | --------------------------- | -------- |
| 1.  | 7. Januar 2023 | Oberstdorf | Sprint klassisch            | Alpencup |
| 2.  | 8. Januar 2023 | Oberstdorf | 20 km klassisch Massenstart | Alpencup |